# Alexander Forrest
Alexander Forrest CMG (Bunbury, 22 september 1849 - Perth, 20 juni 1901) was een ontdekkingsreiziger, landmeter en parlementslid in West-Australië.
Als landmeter voor de overheid verkende Forrest vele afgelegen gebieden in West-Australië, in het bijzonder de regio Kimberley. Aan enkele van die expedities nam ook zijn broer John Forrest deel. John Forrest werd later de eerste premier van West-Australië. Alexander Forrest zetelde van 1887 tot 1890 in de Legislative Council voor het kiesdistrict Kimberley en van 1890 tot aan zijn dood voor het kiesdistrict West-Kimberley in de Legislative Assembly. Van 1892 tot 1895 en van 1897 tot 1900 was hij burgemeester van Perth.

## Vroege jaren
Forrest werd geboren in Picton, nabij Bunbury, op 22 september 1849. Hij was de vierde van negen zonen uit het huwelijk van William Forrest, molenaar, met Margaret Guthrie Hill. Forrest liep school in Bunbury aan John Hislops staatsschool. Vervolgens vervolledigde hij zijn opleiding aan de Hale School in Perth. Forrest werkte in zijn vaders molen tot hij zichzelf in 1848 als landmeter in de markt zette. Die stap was voorbarig maar na verdere scholing en het opdoen van de nodige ervaring kon hij in 1870 met zijn broer John mee op expeditie langs de Grote Australische Bocht.

## Ontdekkingsreizen
Forrest verkende in de jaren 1870 en 1880 vele gebieden in West-Australië en dan vooral in de regio Kimberley. Hij werkte onder contract voor het departement ruimtelijke ordening. Veel van het werk deed hij samen met zijn broer John, de latere premier van West-Australië. In 1870 leidde zijn broer een expeditie van Perth naar Adelaide, langs de Grote Australische Bocht, waar hij deel van uitmaakte.
Op 1 januari 1871 werd Forrest benoemd tot leidend landmeter aan het departement ruimtelijke ordening, voor het district Albany. In augustus en september dat jaar leidde hij een expeditie naar de Hampton Plains op zoek naar geschikt gebied voor extensieve veeteelt. Het jaar erop diende hij na een reorganisatie echter weer contractueel te werken.
In 1874 was hij de rechterhand van zijn broer Johns tijdens diens tweede transcontinentale expeditie. De expeditie reisde vanuit Geraldton, oostwaarts langs de rivier Murchison, en verder tot aan de telegraaflijn tussen Darwin en Adelaide.
In maart 1879 leidde Alexander een eigen expeditie, bestaande uit zijn broer Matthew en zes leden. Ze vertrokken vanaf de rivier De Grey en trokken het gebied in dat ze de naam Kimberley gaven. De expeditieleden benoemden ook de rivieren Ord en Margaret en het Koning Leopold-gebergte, sinds 2020 het Wunaamin-Miliwundi-gebergte. De expeditie duurde zes maanden en ze ontdekten veel vruchtbare gronden, geschikt voor de extensieve veeteelt, langs de rivieren Ord en Fitzroy. De expeditieleden probeerden ook het Koning Leopold-gebergte te verkennen maar dat mislukte en ze verloren er veel tijd. Op 18 augustus 1879 bereikten ze de rivier Victoria. Daarna deden ze er onder moeilijke omstandigheden nog bijna twee weken over om de 'Overland Telegraph Line' te bereiken. Die volgden ze naar Palmerston, de oude hoofdstad van het Noordelijk Territorium, waar ze aankwamen op 7 oktober 1879. De expeditieleden verhongerden verscheidene malen bijna. Onderweg van de rivier Victoria naar de telegraaflijn dienden ze een paard te slachten en op te eten. Forrest en een kompaan waren op verkenning vooruitgegaan en kwamen bijna om van dorst. De twee aboriginesgidsen hadden het zeer zwaar tijdens de laatste 480 kilometer van de tocht en stierven enkele maanden later aan de ontberingen die ze nooit te boven kwamen. De expeditie bracht grote stukken bruikbaar gebied in kaart en bood veelbelovende vooruitzichten op het vinden van goud. De Aborigines die ze waren tegen gekomen waren niet vijandig. Dat maakte het gebied aantrekkelijk voor kolonisten en investeerders. In 1880 publiceerde Forrest Journal of Expedition from De Grey to Port Darwin.

## Zakenwereld
Landmeters-ambtenaren werden niet geacht hun werk te verzilveren en de Forrests hadden al kritiek gekregen voor hun investeringen in de grote veestations van het noordwesten. Alexander Forrest werkte echter contractueel, stopte als landmeter en werd landagent. Hij werd door onder andere de families Durack, Emanuel en MacDonald geconsulteerd. Deze en andere families kregen tegen 1883 tweeëntwintig miljoen hectare grondgebied in de regio Kimberley in gebruik. Forrest trad ook op als agent voor Anthony Hordern. Hordern legde de private spoorweg tussen Albany en Beverley aan en baatte deze uit. De lijn opende in 1889. Forrest was eveneens een belangrijke aandeelhouder van het houtbedrijf dat de dwarsliggers voor de tweede private spoorweg, de Midland-spoorweg, leverde.  Hij trad op als onderhandelaar tussen Edward Keane en de overheid toen er financiële problemen rezen met die spoorweg.
Forrest was een van de eerste speculanten die een bedrijf van het Yilgarn-goudveld naar de beurs bracht. Hij bleef zijn hele leven actief op de beurs, al lukte dat niet altijd even goed. In 1894 sloeg Forrest zijn grootste slag en verkocht John Duns Wealth of Nations-mijn, die ten noordwesten van Coolgardie lag, voor 147.000 £ aan Britse investeerders. Hij had Dun het geld geleend om de mijn op te zetten. Forrest maakte ook deel uit van het Londonderry-syndicaat dat zijn broers regering vrijwaarde van aanklachten wegens het aanslaan van mijnrechten. Forrest was vennoot in verschillende schapenstations in het noordwesten. Hij bezat een boerderij in Cubbine, ten oosten van York. Forrest investeerde veel in vastgoed en maakte deel uit van het consortium dat in 1895 Peppermint Grove verkavelde. Peppermint Grove is Perth meest exclusieve buitenwijk. Forrest investeerde in de houtindustrie. Hij was een slapend partner in een beenhouwerijketen. Vanaf 1890 hield hij een belangrijk aandeel in de 'Albany Advertiser' aan, in een poging om haar politieke anti-Forrest standpunt te beïnvloeden. In 1896 zetelde hij in de raad van bestuur van de 'Morning Herald' dat zich openlijk als alternatief afficheerde.
In 1895 speelde de 'Coolgardie Pioneer' nog met het idee dat Forrest zijn broer John kon vervangen om West-Australië, op basis van commerciële principes, te leiden. Het duurde echter niet lang alvorens de pers uit de goudvelden hem neerzette als een harde kapitalist die winst sloeg uit familierelaties. Hij kwam onder vuur te liggen als aanvoerder van een 'vleesmaffia', een samenwerking van lokale vleeshandelaren die de consumenten uit de goudvelden oplichtten. Tussen 1893 en 1898 was hij de meest vasthoudende verdediger 'protective stock tax'. In 1893 onderhandelde hij een contract met Adelaide Steamship Co die de havens in het noordwesten aandeden waarna hij een samenwerking aanging met Isadore en Sydney Emanuel om vee naar Perth en de goudvelden te verschepen. Ze kregen nooit een monopolie maar domineerden de veemarkt wel, zeker nadat het bedrijf Connor, Doherty & Durack Ltd uit Wyndham in 1897 met quarantaine-maatregelen wegens een teekuitbraak in de oostelijke Kimberley te maken kreeg.  Om de beschuldigingen van corruptie tegen de gebroeders Forrest tegen te gaan halveerde de overheid in 1898 de belastingen op voeding.

## Politiek
In 1887 werd Forrest verkozen in de West-Australische Legislative Council voor het kiesdistrict Kimberley. Hij steunde er zijn broer John en rechter Alexander Campbell Onslow in hun disputen met gouverneur Frederick Napier Broome. Tijdens de debatten over de tariefheffingen leidde Forrest de protectionistische lobby en was succesvol in het verhogen van de tarieven op de invoer van vlees, vee en graan. Daardoor werden de West-Australische producenten beschermd tegen concurrentie uit het oosten van Australië. Hij zette zich in voor het verkrijgen van overheidsinvesteringen in de Kimberley en voor meer politiebescherming voor veetelers wiens vee en eigendommen door Aborigines geplunderd werden. In 1890 werd Forrest verkozen in de West-Australische Legislative Assembly voor het kiesdistrict West-Kimberley. Hij zetelde daar tot aan zijn dood in. Van 1892 tot 1895 en van 1897 tot 1900 was hij burgemeester van Perth. Onder zijn burgemeesterschap kreeg de stad Perth haar eerste trams. Forrest zorgde ook voor voetpaden en parken en was goed in het verkrijgen van subsidies. In 1893 brak onder zijn bestuur echter een pokkenepidemie uit, gevolgd door tyfus.

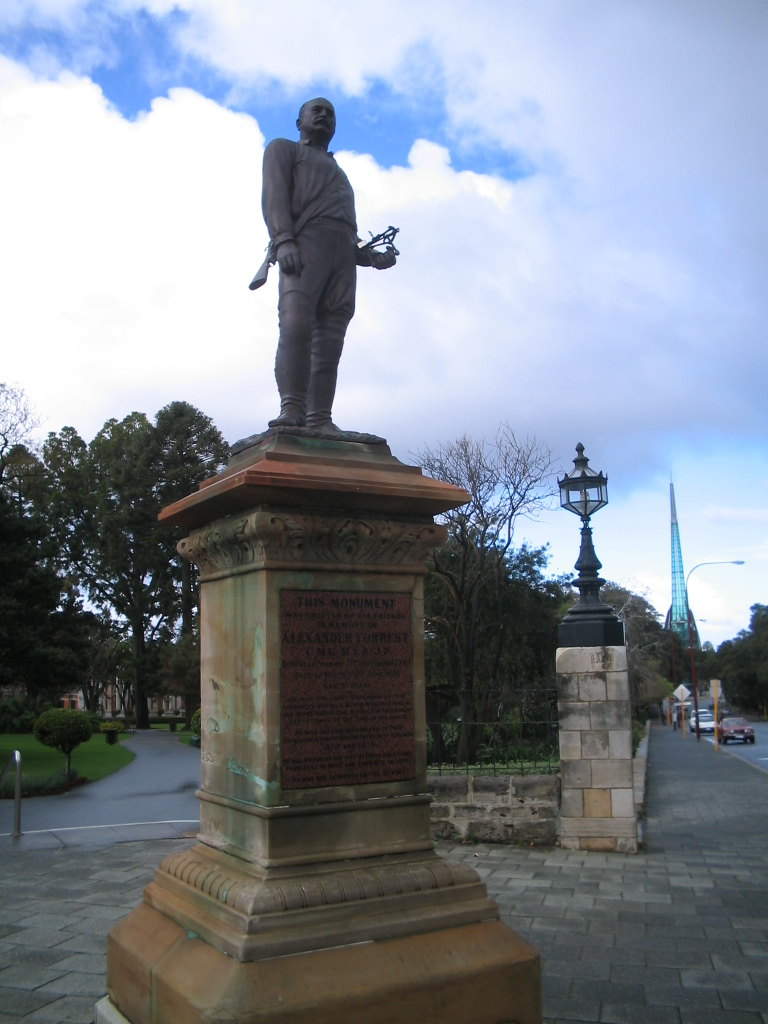

Alexander Forrest was in tegenstelling tot zijn broer John tegen de federalisering van Australië. Met Charles Harper leidde hij de anti-federalisten in de Legislative Assembly.
In mei 1900 werd Forrest door Geraldtons nieuwste parlementslid, Richard Robson, beschuldigd van omkoping en corruptie. Een comité bestudeerde de zaak. Verschillende parlementsleden hadden geld geleend van Forrest maar er was geen sprake van beïnvloeding of de nood daaraan. Het comité sprak Forrest vrij waarop Robson zijn ontslag indiende en in de anonimiteit verdween. De beschuldigingen waren een aanslag op Forrests gezondheid. Daarenboven sneuvelde zijn zoon Anthony in de Tweede Boerenoorlog. Op 15 mei 1901 werd Forrest nog benoemd tot lid (CMG) in de Orde van Sint-Michaël en Sint-George. Op 20 juni 1901 stierf Forrest op eenenvijftigjarige leeftijd aan complicaties na nierproblemen. Hij werd begraven op de begraafplaats van Karrakatta.

## Nalatenschap
Op het kruispunt van St George's Terrace en Barrack Street, aan de ingang van de Stirling Gardens, staat een standbeeld van Forrest, daterend van 1903.
De rivier Alexander zou naar Alexander Forrest vernoemd zijn door zijn broer in 1870.
Het Wunaamin-Miliwundi-gebergte werd door Alexander Forrest de King Leopold Ranges (Koning Leopold-gebergte) genoemd, als eerbetoon aan koning Leopold II van België, oprichter en eigenaar van Congo-Vrijstaat die met de hulp van ontdekkingsreiziger Henry Morton Stanley de latere Democratische Republiek Congo verkreeg.  Het zou tot 1 juli 2020 en na de wereldwijde golf van de Black Lives Matter-beweging duren eer de regering van de Australische deelstaat West-Australië de naamswijziging doorvoerde.
- Australian Dictionary of Biography: forrest-alexander-6208
- Gemeinsame Normdatei: 1186103973
- International Standard Name Identifier: 0000 0000 6391 2307
- Library of Congress Control Number: n2001046199
- Nationale bibliotheek van Australië: 35756986
- Nederlandse Thesaurus van Auteursnamen: 145398471
- SNAC: w63v0sg5
- Trove: 564565
- Virtual International Authority File: 55957059
- WorldCat: E39PBJmXJyQdR77H9mTcgrkYyd